# Îlot Bandrélé
L’îlot de Bandrélé (en shimaoré « Chissioua Bandrélé ») est une île de l'océan Indien, située dans le lagon de Mayotte, approximativement face à la ville de Bandrélé, sur le versant intérieur de la barrière de corail externe.
Elle forme avec Grande-Terre, Petite-Terre, Chissioua Mtsamboro et Chissioua Mbouzi l'archipel du département d'outre-mer français de Mayotte, dont elle est la cinquième plus grande île.

## Histoire
L’îlot Bandrélé était autrefois utilisé pour l’élevage des cabris et l’agriculture.
Cette île est inhabitée et ne comprend aucune infrastructure artificielle permanente. Cependant, sa proximité de Bandrélé et surtout de la plage de Sakouli en font un lieu prisé des touristes, y compris des amateurs de camping rustique. Trois bouées de mouillage sont à disposition des bateaux, pour éviter la dégradation du corail par les ancres.
La flore y est considérée comme dégradée, mais l'île héberge plusieurs espèces animales rares, comme le martinet des Comores et la couleuvre de Mayotte. Depuis 2021, la végétation fait l'objet d'un projet de restauration écologique, du fait de l'ampleur des dégradations provoquées par les fêtards.
L'île fait partie du parc naturel marin de Mayotte, et appartient au Conservatoire du littoral.

## Galerie

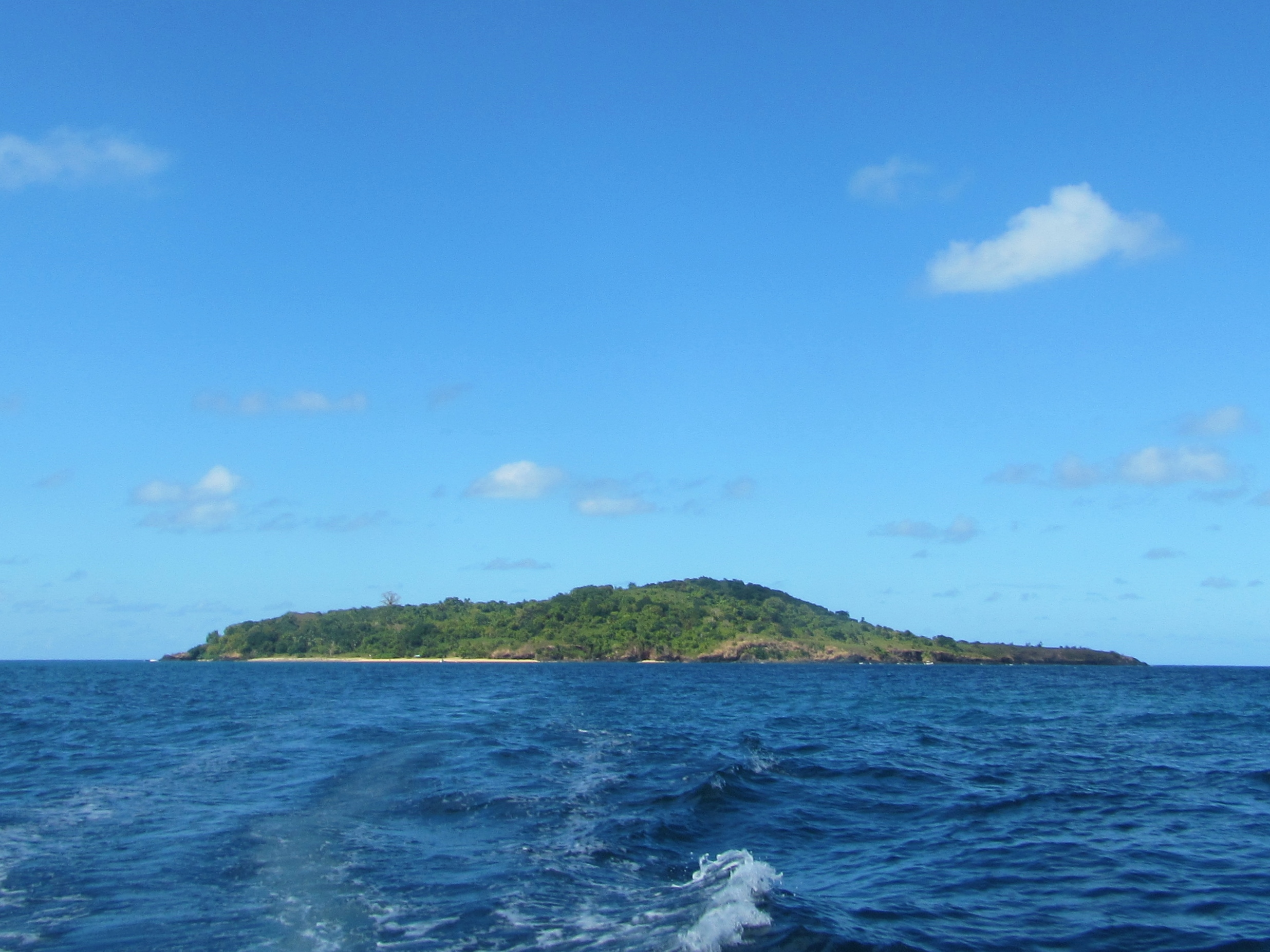
Vue de l'îlot Bandrélé depuis l'ouest
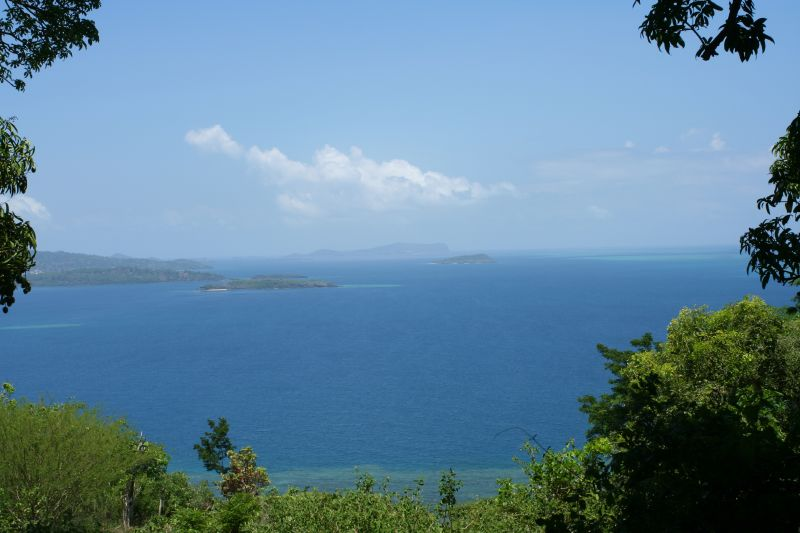
Vue de Chissioua Bandrélé depuis la pointe Saziley
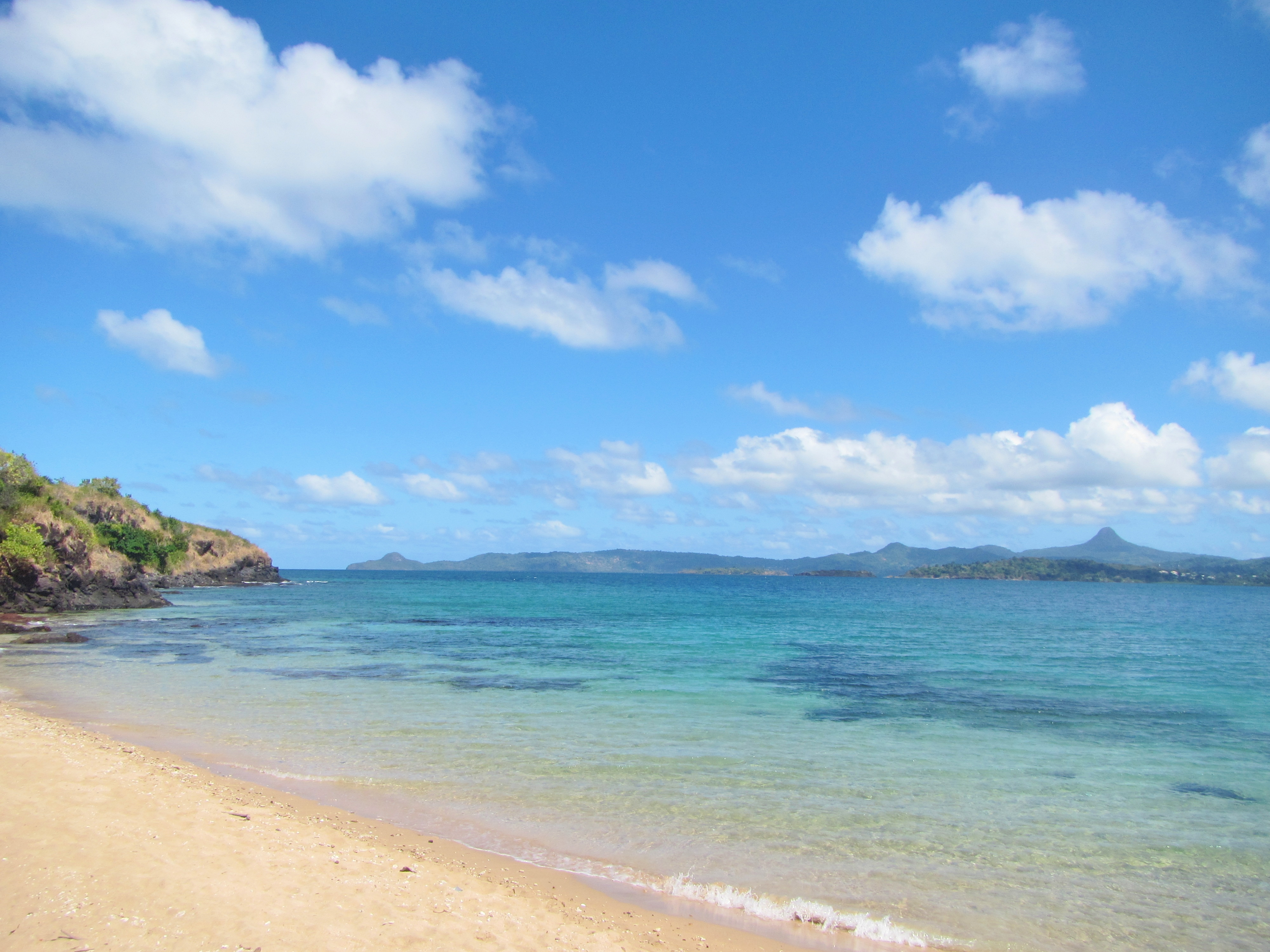
Vue sur le sud depuis l'îlot Bandrélé
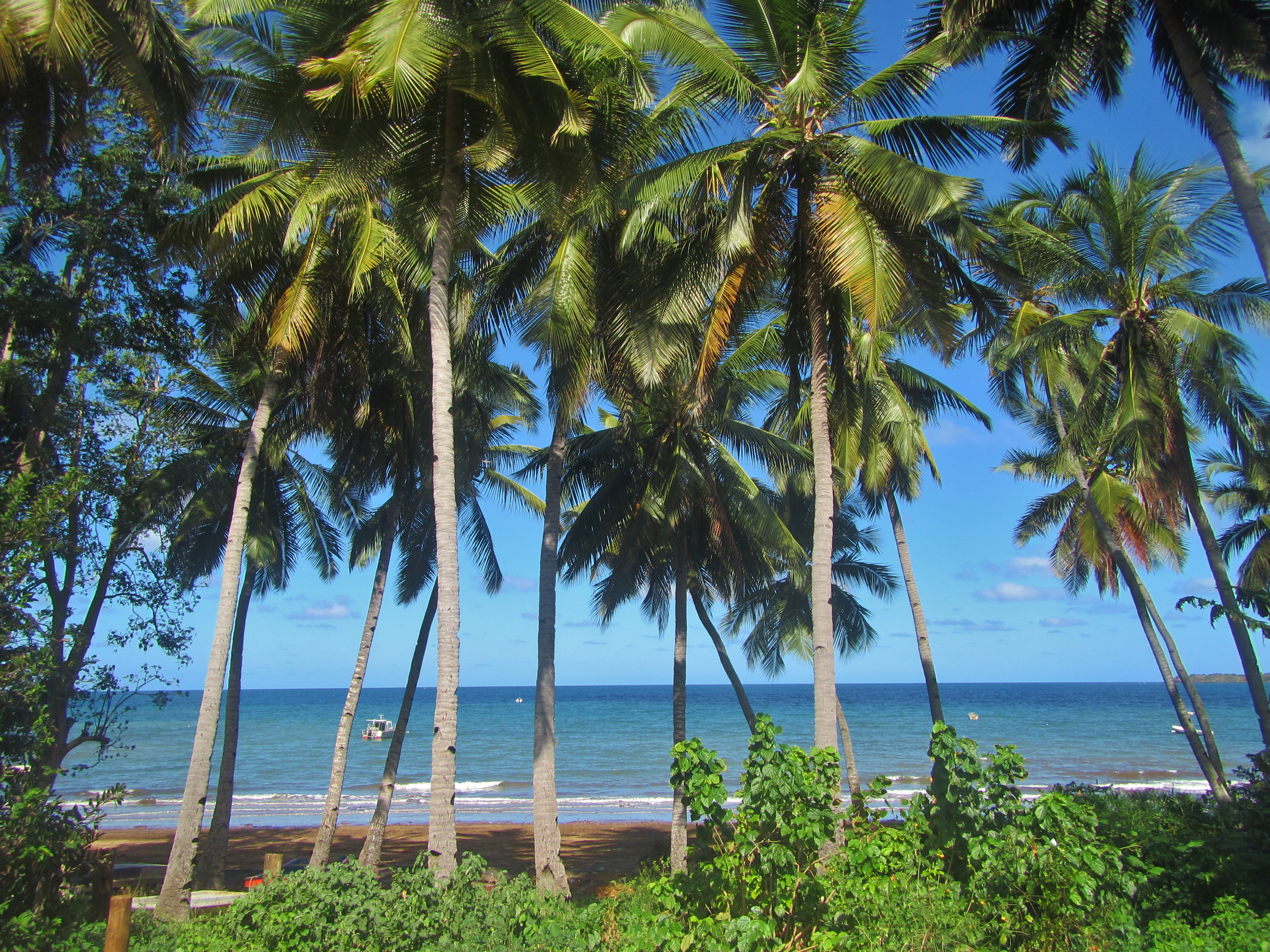
Plage de Nyambadao, point de départ courant des bateaux pour l'îlot.
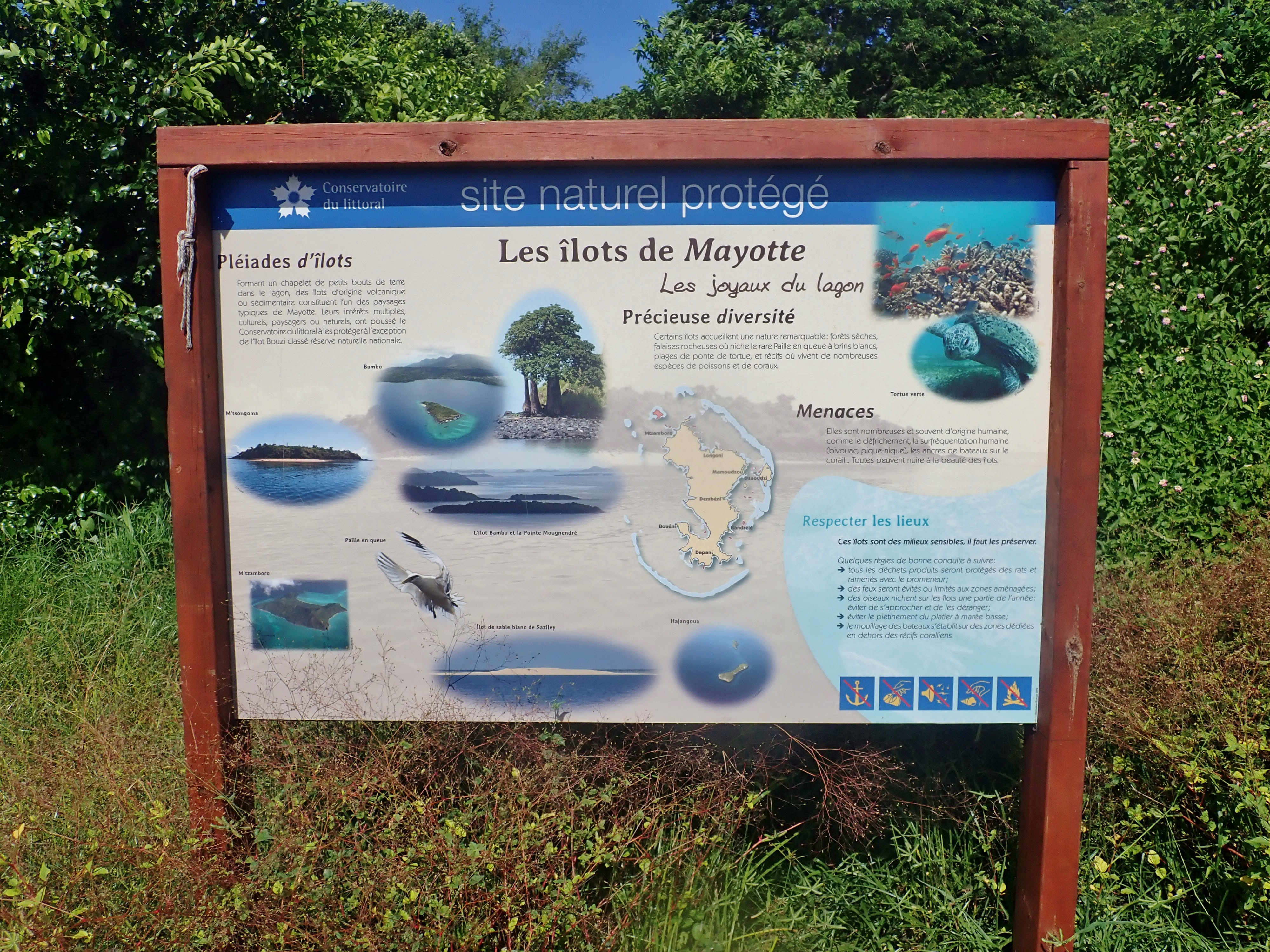
Panneau de réglementation environnementale à destination des usagers.